# Ryan Tunnicliffe
Ryan Tunnicliffe (Bury, 30 dicembre 1992) è un calciatore inglese, centrocampista dell'Adelaide Utd.

## Carriera

### Club
Cresciuto nel settore giovanile del Manchester United, il 1º luglio 2011 viene ceduto in prestito al Peterborough United, con cui esordisce tra i professionisti il 6 agosto, nella partita di campionato vinta per 2-1 contro il Crystal Palace. Il 26 settembre 2012 colleziona la prima presenza con i Red Devils, in occasione del match di Coppa di Lega vinto per 2-1 contro il Newcastle: in questo modo il padre del giocatore, che dieci anni prima aveva scommesso 100 sterline sull'esordio del figlio, ne ha vinte 10.000.
Il 21 febbraio 2013 si trasferisce per un mese al Barnsley, sostituendo l'infortunato Scott Golbourne. Il 26 luglio passa, sempre a titolo temporaneo, all'Ipswich Town, rimanendo ai Blues fino al gennaio seguente; il 31 gennaio 2014 viene acquistato a titolo definitivo dal Fulham.
Dopo un solo mese trascorso con i Cottagers, il 25 febbraio viene ceduto in prestito al Wigan. Tornato al Fulham, disputa altre due stagioni con la squadra londinese; il 25 gennaio 2017 torna, ancora in prestito, al Wigan.
Il 29 luglio, rimasto svincolato, viene tesserato dal Millwall, con cui firma un biennale.

### Nazionale
Ha giocato nelle nazionali giovanili inglesi Under-16 ed Under-17.

## Statistiche

### Presenze e reti nei club
Statistiche aggiornate al 13 dicembre 2024.
| Stagione                  | Squadra                | Campionato             | Campionato | Campionato | Coppe nazionali | Coppe nazionali | Coppe nazionali | Coppe continentali | Coppe continentali | Coppe continentali | Altre coppe | Altre coppe | Altre coppe | Totale | Totale | Totale |
| Stagione                  | Squadra                | Comp                   | Pres       | Reti       | Comp            | Pres            | Reti            | Comp               | Pres               | Reti               | Comp        | Pres        | Reti        | Pres   | Reti   |        |
| ------------------------- | ---------------------- | ---------------------- | ---------- | ---------- | --------------- | --------------- | --------------- | ------------------ | ------------------ | ------------------ | ----------- | ----------- | ----------- | ------ | ------ | ------ |
| 2011-feb. 2012            | Peterborough Utd       | FLC                    | 26         | 0          | FACup+CdL       | 1+2             | 0               |                    | -                  | -                  |             | -           | -           | 29     | 0      |        |
| 2012-feb. 2013            | Manchester Utd         | PL                     | 0          | 0          | FACup+CdL       | 0+2             | 0               | UCL                | -                  | -                  |             | -           | -           | 2      | 0      |        |
| feb.-mar. 2013            | Barnsley               | FLC                    | 2          | 0          | FACup+CdL       | 1+0             | 0               |                    | -                  | -                  |             | -           | -           | 3      | 0      |        |
| 2013-gen. 2014            | Ipswich Town           | FLC                    | 27         | 0          | FACup+CdL       | 2+0             | 0               |                    | -                  | -                  |             | -           | -           | 29     | 0      |        |
| gen.-feb. 2014; mag. 2014 | Fulham                 | PL                     | 3          | 0          | FACup+CdL       | -               | -               |                    | -                  | -                  |             | -           | -           | 3      | 0      |        |
| feb.-mag. 2014            | Wigan                  | FLC                    | 5          | 0          | FACup+CdL       | -               | -               |                    | -                  | -                  |             | -           | -           | 5      | 0      |        |
| sett. 2014-gen. 2015      | Blackburn              | FLC                    | 17         | 1          | FACup+CdL       | -               | -               |                    | -                  | -                  |             | -           | -           | 17     | 1      |        |
| gen.-giu. 2015            | Fulham                 | FLC                    | 22         | 0          | FACup+CdL       | 2+0             | 0               |                    | -                  | -                  |             | -           | -           | 24     | 0      |        |
| 2015-2016                 | Fulham                 | FLC                    | 27         | 2          | FACup+CdL       | 0+2             | 0               |                    | -                  | -                  |             | -           | -           | 29     | 2      |        |
| 2016-gen. 2017            | Fulham                 | FLC                    | 7          | 0          | FACup+CdL       | 0+3             | 0               |                    | -                  | -                  |             | -           | -           | 10     | 0      |        |
| Totale Fulham             | Totale Fulham          | Totale Fulham          | 59         | 2          |                 | 7               | 0               |                    | -                  | -                  |             | -           | -           | 66     | 2      |        |
| gen.-mag. 2017            | Wigan                  | FLC                    | 9          | 1          | FACup+CdL       | 1+0             | 0               |                    | -                  | -                  |             | -           | -           | 10     | 1      |        |
| Totale Wigan              | Totale Wigan           | Totale Wigan           | 14         | 1          |                 | 1               | 0               |                    | -                  | -                  |             | -           | -           | 15     | 1      |        |
| 2017-2018                 | Millwall               | FLC                    | 24         | 1          | FACup+CdL       | 2+1             | 0               |                    | -                  | -                  |             | -           | -           | 27     | 1      |        |
| 2018-2019                 | Millwall               | FLC                    | 26         | 3          | FACup+CdL       | 3+2             | 0               |                    | -                  | -                  |             | -           | -           | 31     | 3      |        |
| Totale Millwall           | Totale Millwall        | Totale Millwall        | 50         | 4          |                 | 8               | 0               |                    | -                  | -                  |             | -           | -           | 58     | 4      |        |
| 2019-2020                 | Luton Town             | FLC                    | 40         | 1          | FACup+CdL       | 0               | 0               |                    | -                  | -                  |             | -           | -           | 40     | 1      |        |
| 2020-2021                 | Luton Town             | FLC                    | 24         | 2          | FACup+CdL       | 2+2             | 0               |                    | -                  | -                  |             | -           | -           | 28     | 2      |        |
| Totale Luton Town         | Totale Luton Town      | Totale Luton Town      | 64         | 3          |                 | 4               | 0               |                    | -                  | -                  |             | -           | -           | 68     | 3      |        |
| 2021-2022                 | Portsmouth             | FL1                    | 30         | 2          | FACup+CdL       | 1+1             | 0               |                    | -                  | -                  |             | -           | -           | 32     | 2      |        |
| 2022-2023                 | Portsmouth             | FL1                    | 30         | 1          | FACup+CdL       | 3+4             | 0               |                    | -                  | -                  |             | -           | -           | 37     | 1      |        |
| Totale Portsmouth         | Totale Portsmouth      | Totale Portsmouth      | 60         | 3          |                 | 9               | 0               |                    | -                  | -                  |             | -           | -           | 69     | 3      |        |
| 2023-2024                 | Adelaide Utd           | AL                     | 22         | 1          | CA              | 0               | 0               |                    | -                  | -                  |             | -           | -           | 22     | 1      |        |
| 2024-2025                 | Adelaide Utd           | AL                     | 1          | 0          | CA              | 3               | 0               |                    | -                  | -                  |             | -           | -           | 4      | 0      |        |
| Totale Adelaide United    | Totale Adelaide United | Totale Adelaide United | 23         | 1          |                 | 3               | 0               |                    | -                  | -                  |             | -           | -           | 26     | 1      |        |
| Totale carriera           | Totale carriera        | Totale carriera        | 342        | 15         |                 | 40              | 0               |                    | -                  | -                  |             | -           | -           | 382    | 15     |        |

## Palmarès

### Club

#### Competizioni giovanili
- FA Youth Cup: 1

Manchester United: 2010-2011
- Premier League: 1

Manchester United: 2012-2013